# زک وایلد
جفری فیلیپ وایلد (به انگلیسی: Jeffrey Phillip Wielandt)، معروف به زَک وایلد (به انگلیسی: Zakk Wylde) نوازندهٔ گیتار الکتریک و خوانندهٔ آمریکایی است که بیشتر به‌عنوان لید گیتاریستِ آزی آزبورن و بنیانگذار گروه هوی متال بلَک لِیبل سوسایِتی شناخته می‌شود. همچنین از فیلم‌های معروف او می‌توان به بازی در فیلم ستاره راک اشاره کرد.

## درباره
زک وایلد در ۱۴ ژانویهٔ ۱۹۶۷ در بایون نیوجرسی به‌دنیا آمد و از ۸ سالگی به فراگیری گیتار پرداخت.
او دوران کودکی و نوجوانی‌اش را در نیوجرسی سپری کرد و در سال ۱۹۸۴ از دبیرستان جکسون فارغ‌التحصیل شد. در همان سال بود که او اولین گروهش را با نام Stone Henge تأسیس کرد.
وایلد در سال ۱۹۸۷ یک دمو از کارهای ضبط شده‌اش را برای آزی آزبورن فرستاد و مدتی بعد به‌جای جیک ای لی و به‌عنوان لیدگیتاریست جدید آزی آزبورن معرفی شد.
به موازات همکاری‌اش با آزی گروه سه نفرهٔ پراید اند گلوری را تأسیس کرد که تنها آلبوم آن گروه در سال ۱۹۹۴ و با نام غرور و افتخار(نام خود گروه) منتشر شد.
پراید اند گلوری بعد انتشار اولین آلبوم از هم فروپاشید و در پی آن وایلد در سال ۱۹۹۹ بلک لیبل سوسایتی را تشکیل داد که تا به امروز هفت آلبوم منتشر کرده‌است. آلبوم هشتم گروه قرار است در سال ۲۰۰۹ میلادی روانهٔ بازار شود.
وایلد همچنین تابه‌حال یک آلبوم شخصی با نام کتاب سایه‌ها و در سال ۱۹۹۶ منتشر کرده‌است.
زک وایلد صمیمی‌ترین دوست دایمبگ دارل بود و در پی مرگ دایم در سال ۲۰۰۴ آهنگ «In This River» را -در آلبوم ۲۰۰۵ بلک لیبل سوسایتی به نام مافیا- به یاد او اجرا کرد.
زک در سال ۲۰۰۹ بر اثر یک لخته خونی در ریه‌اش مدتی در بیمارستان بستری شد و مجبور شد توری که در حال برگزاری‌اش بود را نیمه‌کاره رها کند.